# Ferdinand Lampaert
Ferdinand Lampaert (Ruiselede, 7 juni 1802 - Ursel, 9 oktober 1865) was burgemeester van de voormalige gemeente Ursel in de Belgische provincie Oost-Vlaanderen, van 1843 tot aan zijn overlijden. Hij was gehuwd met Juliana Martens (1815-1882) en zij hadden samen 5 kinderen.

## Familiebanden
Hij stond ook aan het hoofd van een familie die in de toekomst nog verschillende burgemeesters in Zomergem zou leveren.
- Zoon Felix Lampaert sr. was burgemeester te Zomergem van 1896 tot 1904. Hij was gehuwd met de dochter van de voormalige Zomergemse burgemeester en voorganger Pieter-Jan De Rijcke die burgemeester was van 1879 tot 1895.
  - Kleinzoon Armand Lampaert (1881-1937) werd schepen te Zomergem. Hij kwam om het leven tijdens een verkeersongeval, tot in de jaren 60 stond - langs de baan tussen Zomergem en Ursel - een gedenksteen die aan dit spijtig voorval herinnerde.
    - Achterkleinzoon Felix Lampaert jr. was burgemeester te Zomergem van 1953 tot 1971.
      - Achter-achterkleinzoon Luc Lampaert was burgemeester te Zomergem van 1994 tot 2000.